# فينيكس رايت: إيس أتورني: جاستيس فور أول
فينيكس رايت: إيس أتورني: جاستيس فور أول (بالإنجليزية: Phoenix Wright: Ace Attorney − Justice for All) (باليابانية: 逆転裁判2 غياكتين سايبان 2) هي رواية مرئية من إنتاج كابكوم, واللعبة الثانية في سلسلة ألعاب إيس أتورني.

## القصة
يستمر محامي الدفاع فينيكس رايت في تبرئة موكليه، بينما يتعامل مع محامية الإدعاء القاسية فرانزيسكا فون كارما.

## الشخصيات
- فينيكس رايت
- مايا فاي
- بيرل فاي
- ميا فاي
- فرانزيسكا فون كارما
- القاضي
- ديك غامشو
- لوتا هارت

### فقدان الإنقلاب
- ماغي بيرد
- وينستون بين
- داستين برينس
- ريتشارد ويلينغتون

### لم شمل الإنقلاب
- ترنر غراي
- مورغان فاي
- إيني مايني
- ميمي مايني
- المدير هوتي

### سيرك الإنقلاب
- ماكس غالاكتيكا
- راسل بيري
- ريجينا بيري
- مو
- ماني
- ريجينت
- بن وتريلو
- أكرو
- بات

### وداعاً يا إنقلابي
- ويل باورز
- ويندي أولدباغ
- أدريان أندروز
- مات أنغارد
- خوان كوريدا
- شيلي دي كيلر
- مايلز إدجوورث

## وصلات خارجية
- فينيكس رايت: إيس أتورني: جاستيس فور أول في قاعدة بيانات الرواية المرئية